# Miss Ohio USA
 (novembre 2016).

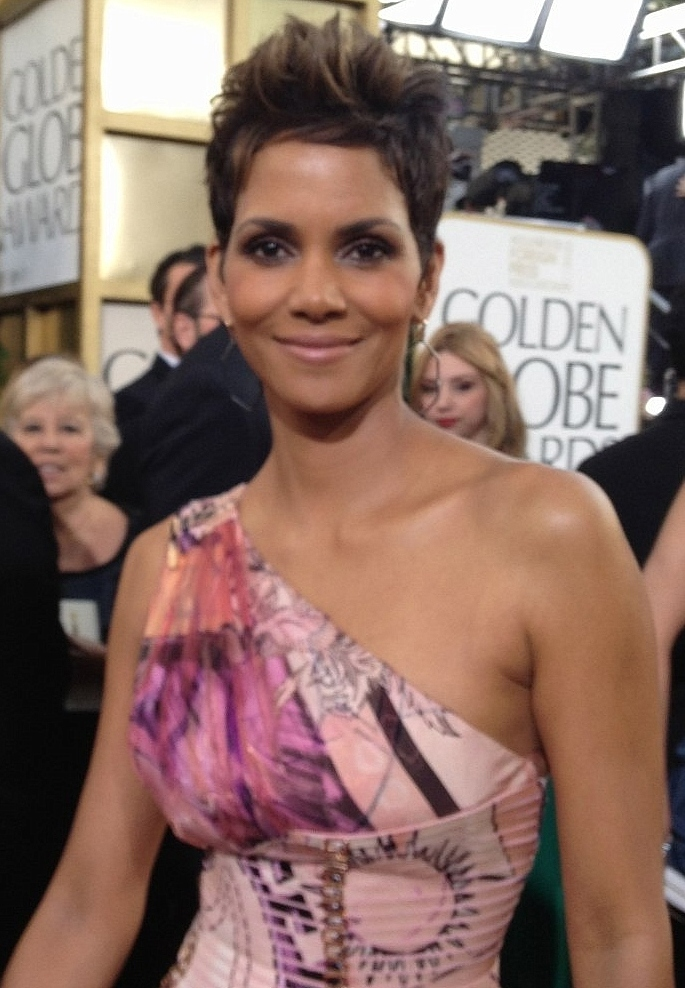
Halle Berry, Miss Ohio USA 1986

Miss Ohio USA, est un concours de beauté féminin, réservée aux jeunes femmes de 17 à 27 ans vivants dans l'état de l'Ohio, qualifié pour l'élection de Miss USA.
Halle Berry, la célèbre actrice tenante du titre de Miss Ohio USA 1986, est devenue 1re dauphine de Miss USA 1986.

## Les gagnantes
| Année | Nom                     | Domicile          | Âge1 | Classement à Miss USA | Prix spéciaux à Miss USA                   | Notes |
| ----- | ----------------------- | ----------------- | ---- | --------------------- | ------------------------------------------ | --- |
| 2025  | Hannah Klein            | Cincinnati        | 33   |                       |                                            | |
| 2024  | Macy Hudson             | Dayton            | 24   | 4e dauphine           |                                            | |
| 2023  | Mackenzie Schutt        | Westerville       | 27   |                       |                                            | |
| 2022  | Sir'Quora Carroll       | Canal Winchester  | 23   | 3e dauphine           |                                            | |
| 2021  | Nicole Wess             | Cincinnati        | 22   |                       |                                            | |
| 2020  | Sthephanie Miranda      | Campbell          | 26   | Top 16                |                                            | |
| 2019  | Alice Magoto            | Cincinnati        | 21   | Top 10                |                                            | Participante à Miss Ohio 2016 |
| 2018  | Deneen Penn             | Cortland          | 20   |                       |                                            | |
| 2017  | Dinaleigh Baxter        | Columbus          | 23   |                       |                                            | |
| 2016  | Megan Rae Wise          | Gallipolis        | 27   | Top 15                |                                            | |
| 2015  | Sarah Newkirk           | Columbus          | 25   |                       |                                            | |
| 2014  | Madison Gesiotto        | Massillon         | 22   |                       |                                            | |
| 2013  | Kristin Smith           | Dayton            | 21   | Top 10                |                                            | |
| 2012  | Audrey Bolte            | Batavia           | 22   | 2e dauphine           |                                            | |
| 2011  | Ashley Nicole Caldwell  | Gallipolis        | 24   |                       |                                            | |
| 2010  | Amanda Tempel           | St. Bernard       | 19   |                       |                                            | Participante à Miss Midwest U.S. International 2015 |
| 2009  | Natasha Vivoda          | Champion          | 22   |                       |                                            | |
| 2008  | Monica Day              | Whitehall         | 25   |                       | Miss Congénitale                           | |
| 2007  | Anna Melomud            | Richmond Heights  | 22   |                       |                                            | |
| 2006  | Stacy Offenberger       | Vincent           | 26   | 3e dauphine           |                                            | Participante à Miss Ohio Teen USA 1998 |
| 2005  | Aisha Berry             | Cincinnati        | 25   |                       |                                            | |
| 2004  | Lauren Kelsey Hall      | Wellston          | 20   |                       |                                            | |
| 2003  | Candace Smith           | Dayton            | 26   |                       |                                            | Candidate à Survivor: Tocantins |
| 2002  | Kim Danelle Mullen      | Huber Heights     | 23   |                       |                                            | Candidate à Survivor: Palau |
| 2001  | Amanda Canary           | Columbus          |      |                       |                                            | |
| 2000  | Cheya R. Watkins        | Cincinnati        | 26   |                       |                                            | Participante à Miss Ohio 1998 |
| 1999  | Melinda Miller          | Ottoville         | 25   | Demi-finaliste        |                                            | |
| 1998  | Cynthia Madden          | Anderson Township |      |                       |                                            | |
| 1997  | Michelle Mouser         | Columbus          | 23   |                       |                                            | Participante à Miss Ohio Teen USA 1991 |
| 1996  | Melissa Boyd            | Massillon         | 22   |                       |                                            | |
| 1995  | Julia Hughes            | Grove City        | 22   |                       |                                            | |
| 1994  | Lisa Michelle Allison   | Gahanna           |      |                       |                                            | |
| 1993  | Andrea Pacione          | North Royalton    |      |                       |                                            | |
| 1992  | Courtney Baber          | Cincinnati        |      |                       |                                            | |
| 1991  | Amy Glaze               | Lucasville        |      |                       |                                            | |
| 1990  | Melissa Proctor         | West Chester      | 22   | Demi-finaliste        |                                            | Devenue directrice du comité Miss Michigan USA, Miss Michigan Teen USA, Miss Ohio USA, et Miss Ohio Teen USA de son vrai nom Melissa Proctor-Pitchford |
| 1989  | Lisa Thompson           | Marion            |      |                       |                                            | |
| 1988  | Gina West               | Pickerington      |      |                       |                                            | |
| 1987  | Hallie Bonnell          | Akron             |      |                       |                                            | Later Mrs. Illinois America 2007 and Mrs. Photogenic winner at Mrs. America 2007 under her married name, Hallie Thompson.                              |
| 1986  | Halle Berry             | Oakwood           | 19   | 1re dauphine          |                                            | Miss World USA 1986, 5e dauphine Miss World 1986, actrice et gagnante Academy Award, Miss Teen All American 1985                                       |
| 1985  | Lisa Barlow             | Vandalia          |      |                       |                                            | |
| 1984  | Roxi Erwin              | Pickerington      |      |                       |                                            | |
| 1983  | Gina Gangale            | Youngstown        |      |                       |                                            | |
| 1982  | Kim Ann Weeda           | Dayton            | 21   | 3e dauphine           |                                            | |
| 1981  | Kimberly Kaye Seelbrede | Germantown        | 20   | Miss USA 1981         |                                            | Demi-finaliste à Miss Univers 1981 |
| 1980  | Elizabeth Kim Thomas    | Circleville       | 20   |                       | Miss Photogenic, Best State Costume Winner | 1st runner up at Miss Oktoberfest 1980 as Miss Cincinnati                                                                                              |
| 1979  | Carolyn Houlihan        | Youngstown        |      |                       |                                            | |
| 1978  | Sheila Anderson         | Cincinnati        |      |                       |                                            | |
| 1977  | Lesa Rummell            | Paris             |      |                       |                                            | Mother of Miss Teen USA 2005 Allie LaForce |
| 1976  | Karen Myers             | Columbus          |      |                       |                                            | |
| 1975  | Sandra Kurdas           | Conneaut          |      |                       |                                            | |
| 1974  | Kay Phillips            | Bedford           |      |                       |                                            | |
| 1973  | Jackie Urbanek          | Cleveland         |      |                       |                                            | was Miss Ohio-World in the 1974 Miss World USA pageant                                                                                                 |
| 1972  | Kathleen Ann Kehlmier   | Columbus          | 19   | 4th runner-up         |                                            | |
| 1971  | Karen Marlene Haus      | Chagrin Falls     |      |                       |                                            | |
| 1970  | Jane Harrison           | Wickliffe         | 18   | Semi-finalist         |                                            | Actrice, modèle, speakrineuse |
| 1969  | Marlynn Singleton       | Westerville       |      |                       |                                            | |
| 1968  | Linda Pignatelli        | Toledo            | 20   |                       |                                            | assumed title when winner resigned |
| 1968  | Linda Hoyle             | Columbus          | 21   | Semi-finalist         |                                            | resigned |
| 1967  | Phyllis Smith           | Caldwell          |      |                       |                                            | |
| 1966  | Karen Dietz             | Willoughby        | 21   | Semi-finalist         |                                            | |
| 1965  | Sue Ann Downey          | Columbus          | 20   | Miss USA 1965         |                                            | Second runner-up à Miss Univers 1965 |
| 1964  | Gail Karen Krielow      | Richmond Heights  | 20   | Semi-finalist         |                                            | Miss American Beauty 1965, title of usa rep to Miss International pageant, 1st runner up at Miss International 1965                                    |
| 1963  | Gloria Jean McBride     | Columbus          |      |                       |                                            | |
| 1962  | Joan Carole Colucy      | Massillon         |      |                       |                                            | |
| 1961  | Alice Lou Engleman      | Ashtabula         |      |                       |                                            | |
| 1960  | Corrine Huff            | Youngstown        | 19   | Semi-finalist         |                                            | |
| 1960  | Cathy Justice           |                   |      |                       |                                            | destituée |
| 1959  | Marie Dicarlo           | Poland            |      |                       |                                            | |
| 1958  | Cindy Ann Garrison      | Canton            |      |                       |                                            | |
| 1957  | Kathryn Gabriel         | Cleveland         | 20   | 4th runner-up         |                                            | |
| 1956  | Eleanor Wood            | Canton            | 18   | Semi-finalist         |                                            | |
| 1955  | Carol Hagerman          | Columbus          |      |                       |                                            | |
| 1954  | Barbara Joyce Randa     | Painesville       | 19   | Demi-finaliste        |                                            | |
| 1953  | Eleanore Mack           | Bellaire          | 20   | Demi-finaliste        |                                            | |
| 1952  | Margie Broering         | Cincinnati        |      |                       |                                            | |

1 Âge durant l'élection de Miss USA